# Liste des évêques et archevêques de Córdoba
Cette liste recense les évêques qui se sont succédé sur le siège du diocèse de Córdoba depuis sa création le 14 mai 1570. La liste se poursuit avec les archevêques à partir du 20 avril 1934 lorsque le diocèse est élevé au rang d'archidiocèse métropolitain et prend le nom d'archidiocèse de Córdoba.

## Évêques
- Sede vacante (1570-1577)
- Francisco Beaumonte, O.F.M (10 mai 1570 - 1570) (évêque élu)
- Jerónimo Albornoz, O.F.M (8 novembre 1570 - 27 octobre 1574) (évêque élu)

- Jerónimo de Villa Carrillo, O.F.M (27 mars 1577 - 1577)
- Francisco de Vitoria, O.P (13 janvier 1578 - 1592)
- Fernando Trexo y Sanabria, O.F.M (28 mars 1594 - 24 décembre 1614)
  - Sede vacante (1614-1617)
- Julián de Cortázar (10 avril 1617 - 7 avril 1625), nommé archevêque de Santa Fe en Nouvelle Grenade
  - Sede vacante (1625-1628)
- Tomás de la Torre Gibaja, O.P (11 décembre 1628 - 17 juillet 1630)
- Melchor Maldonado y Saavedra, O.S.A (8 mars 1632 - 11 février 1662)
  - Sede vacante (1662-1668)
- Francisco de Borja (17 septembre 1668 - 4 septembre 1679), nommé évêque de Trujillo
- Nicolás de Ulloa y Hurtado de Mendoza, O.S.A (27 novembre 1679 - 19 septembre 1686)
- Juan Bravo Dávila y Cartagena (24 novembre 1687 - 4 décembre 1690)
  - Sede vacante (1690-1694)
- Juan Manuel Mercadillo, O.P (8 novembre 1694 - 17 juillet 1704)
  - Sede vacante (1704-1709)
- Manuel González Virtus (6 mai 1709 - 18 janvier 1710)
  - Sede vacante (1710-1713)
- Alonso del Pozo y Silva (11 décembre 1713 - 22 novembre 1723), nommé évêque de Santiago du Chili
- José Manuel de Sarricolea y Olea (22 novembre 1723 - 24 juillet 1730), nommé évêque Santiago du Chili
- José Antonio Gutiérrez y Ceballos (12 février 1731 - 11 novembre 1740), nommé archevêque de Lima
  - Sede vacante (1740-1745)
- Pedro Miguel Argandoña Pastene Salazar (8 mars 1745 - 25 janvier 1762), nommé archevêque de La Plata o Charcas
- Manuel de Abad e Illana, O.Praem (22 novembre 1762 - 17 juin 1771), nommé d'évêque d'Arequipa
- Juan Manuel Moscoso y Peralta (17 juin 1771 - 28 septembre 1778), nommé évêque de Cuzco
- José Campos Julián, O.C.D (28 septembre 1778 - 20 septembre 1784), nommé archevêque de La Plata o Charcas
  - Sede vacante (1784-1788)
- Ángel Mariano Moscoso Pérez y Oblitas (10 mars 1788 - 11 octobre 1804)
- Rodrigo Antonio de Orellana, O.Praem (9 septembre 1805 - 21 décembre 1818), nommé évêque d'Avila
  - Sede vacante (1818-1836)
- Benito Lascano y Castillo (11 juillet 1836 - 30 juillet 1836)
  - Sede vacante (1836-1857)
- José Gregorio Baigorria (1857 - 9 juin 1858) (évêque élu)
- José Vicente Ramírez de Arellano (23 décembre 1858 - 31 août 1873)
  - Sede vacante (1873-1876)
- Eduardo Manuel Álvarez (7 avril 1876 - 24 août 1878)
- bienheureux Mamerto Esquiú, O.F.M (27 février 1880 - 10 janvier 1883)
- Juan José Blas Tissera, O.F.M (27 mars 1884 - 20 septembre 1886)
- Reginaldo Toro, O.P (1 juin 1888 - 22 août 1904)
- Zenón Bustos y Ferreyra, O.F.M (3 mars 1905 - 13 avril 1925)
  - Sede vacante (1925-1927)
- Fermín Emilio Lafitte (7 juillet 1927 - 20 avril 1934), nommé archevêque de Córdoba

## Archevêques
- Fermín Emilio Lafitte (20 avril 1934 - 20 janvier 1958), nommé archevêque coadjuteur de Buenos Aires
- Ramón José Castellano (26 mars 1958 - 19 janvier 1965)
- Raúl Francisco Primatesta (16 février 1965 - 17 novembre 1998)
- Carlos José Ñáñez (17 novembre 1998 - 6 novembre 2021)
- Ángel Rossi, S.J, depuis le 6 novembre 2021

## Sources
- (en) « Archdiocese of Córdoba : Past and Present Ordinaries », sur catholic-hierarchy.org (consulté le 24 août 2023)